# Premios Andam
Los Premios ANDAM, son una premiación de moda francesa establecida en 1989 por Nathalie Dufour, como parte de una entrega conjunta entre el Ministerio de Cultura de Francia y la organización de moda DEFI Mode. Presentada por la Association Nationale pour le Développement des Arts de la Mode, ha sido reconocida como un punto de referencia para diseñadores, profesionales de la moda y miembros de la prensa internacional, y como un camino para los jóvenes diseñadores que esperan ingresar a la Semana de la Moda de París.

## Historia
En un principio, los premios estaban restringidos a los europeos que vivían en Francia, pero en 2005 la entrada se amplió a los candidatos internacionales.
En 2011, se introdujo un nuevo Premio de la Primera Colección, que otorga una subvención de €60.000 a una empresa de moda francesa. En 2012, el valor de los premios globales se incrementó a €290.000, con la introducción de un premio L'Express Style de €60.000.
En 2018, el valor de los premios globales alcanzó los €430.000 con cuatro premios: el Gran Premio, el Premio de Marca Creativa, el Premio de Accesorios y el Premio de Innovación para diseñadores, emprendedores o start ups que deseen desarrollar un proyecto en Francia. El Premio a la Innovación reconoce las soluciones creativas, innovadoras y tecnológicas en el campo del diseño, producción y distribución de moda para desarrollar una moda responsable y transparente, teniendo en cuenta las cuestiones económicas, ambientales y sociales.
Ese mismo año, Guillaume Houzé reemplazó a Pierre Bergé como presidente de los premios.

## Hitos destacados
- 1989: El diseñador de moda belga Martin Margiela se convierte en el primer ganador.
- 1994: Viktor & Rolf se adjudica la beca principal.
- 1995: Christophe Lemaire gana el concurso y se convierte en director artístico de la casa de moda francesa Hermès.
- 1998: Jeremy Scott gana y luego colabora con Longchamp.
- 2000: Lutz Huelle gana, pasando a ser Director Artístico de Jesús del Pozo y trabajando para Max Mara y Brioni, además de ser director artístico de su marca homónima.
- 2003: Anne-Valérie Hash gana y pasa a trabajar con las Galeries Lafayette.
- 2005: ANDAM abre su concurso a candidatos internacionales que no residen en Francia, lo que permite a Bernhard Willhelm ganar el premio. Felipe Oliveira Baptista, actual director artístico de Lacoste, colabora con LVMH y Beams (Japón).
- 2007: Bruno Pieters es financiado por Yves Saint Laurent y la Fundación Pierre Bergé-Yves Saint Laurent.
- 2008: ANDAM crea un único premio internacional por un total de €150.000. Gareth Pugh es el ganador de la beca de esta nueva edición.
- 2009: Se crea un segundo premio, el Premio Joven Diseñador de Moda, ganado por Ligia Díaz. Longchamp colabora con Jeremy Scott, Bless y Charles Anastase, ganadores anteriores de ANDAM.[7] Además, ANDAM celebra su 20.º aniversario.
- 2010: ANDAM organiza su primera “cena de moda” ofrecida por el Ministro de Cultura de Francia, rodeado de los principales actores de la escena de la moda contemporánea.[8]
- 2011: ANDAM premia a Anthony Vaccarello con una dotación de €200.000, lo que le permite crear su estructura francesa. El premio First Collection se presenta con Yiqing Yin ganando una dotación de €60.000.[9]
- 2012: ANDAM premia a Julien David con una dotación de €230.000 y a Pièce d'Anarchive con una subvención de €60.000.
- 2013: ANDAM premia a Alexandre Mattiussi con una dotación de €250.000 y a Christine Phung con €75.000 y el Primer Premio de la Colección.[10]
- 2014: ANDAM premia a Iris Van Herpen con una dotación de €250.000 y a Sébastien Meyer con €75.000 y el Primer Premio de la Colección.[11]
- 2015: ANDAM premia a Stéphane Ashpool con una dotación de €250.000, el Premio de la Primera Colección Léa Peckre con una dotación de €100.000 y el Premio de Accesorios Charlotte Chesnais con una dotación de €50.000.[12]
- 2016: ANDAM premia a Wanda Nylon con una dotación de €250.000, el Premio de la Primera Colección Atlein con una dotación de €100.000 y el Premio de Accesorios Tomasini Paris con una dotación de €50.000.[13]
- 2017: ANDAM premia a Y/Project con una dotación de €250.000, a AVOC con una dotación de €100.000 y el Premio de la Primera Colección, a Ana Khouri con una dotación del Premio de Accesorios por €50.000 y a Euveka con una dotación de €30.000 y el Premio a la Innovación.[14]
- 2018: ANDAM premia a Atlein con una dotación de €250.000, el Premio de la Primera Colección Ludovic de Saint Sernin con una dotación de €100.000, el Premio de Accesorios D'Heygère con una dotación de €50.000 y el Premio a la Innovación Colorifix con una dotación de €30.000.[15]

## Ganadores de becas
| Año  | Ganadores |
| ---- | --- |
| 1989 | Olivier Guillemin, Martin Margiela, Frédéric Molenac, Bridget Yorke                                          |
| 1990 | Hélène Népomiatzi (31 Février), Franck-Joseph Bastille, Christophe Lemaire, Mariot Chanet (E2), Roelli Testu |
| 1991 | Jean Colonna, Véronique Leroy, José Lévy, Pascal Marais, Hervé Van Der Straeten                              |
| 1992 | Mahmoud Akram, Marie-Cécile Grossmann, Marthe Lagache, Jean Touitou (A.P.C.), Jft Yun                        |
| 1993 | Agathe Gonnet, Sami Tillouche                                                                                |
| 1994 | Marc Le Bihan, Véronique Leroy, Viktor & Rolf, Bridget Yorke                                                 |
| 1995 | Adeline André, François-Marie Ascencio et Hélène Frain, Christophe Lemaire, Fred Sathal                      |
| 1996 | Lisa Astorino, Viviane Cazeneuve, Udo Edling, Cyd Jouny, Xuly Bët                                            |
| 1997 | Shinichiro Arakawa, Elsa Esturgie, Erik Halley, Rodolphe Menudier, Darja Richter, Gilles Rosier              |
| 1998 | Isabelle Ballu, Jerôme Dreyfuss, Sandrine Léonard, Benoît Méléard, Jeremy Scott, Gaspard Yurkievich          |
| 1999 | Bless, Pascal Humbert, Dorothée Perret, Jean-François Pinto, Carrie Rossman, Patrick Van Ommeslaeghe         |
| 2000 | Alexandre & Matthieu, Lutz Huelle, Vincent Rubin, Jeremy Scott, Andre Walker                                 |
| 2001 | Carel & Rubio, Vava Dudu et Fabrice Lorrain, Erik Halley, Laurent Mercier, Yukie Otsuki, Goran Y Pejkoski    |
| 2002 | Sébastien D. Rodriguez, Dragovan, Thomas Engel Hart, Lutz Huelle, Tom Van Lingen                             |
| 2003 | Alexandre & Matthieu, Anne Valérie Hash, Yvan Mispelaere, Felipe Oliveira Baptista, Vicente Rey, Yazbukey    |
| 2004 | Charles Anastase, Bless                                                                                      |
| 2005 | Felipe Oliveira Baptista, Cathy Pill, Marie Seguy, Bernhard Willhelm, Yazbukey                               |
| 2006 | Natalia Brilli, Jens Laugesen, Christian Wijnants                                                            |
| 2007 | Commuun, Richard Nicoll, Bruno Pieters, Toga                                                                 |
| 2008 | Gareth Pugh                                                                                                  |
| 2009 | Giles Deacon, Ligia Dias                                                                                     |
| 2010 | Hakaan Yildirim                                                                                              |
| 2011 | Anthony Vaccarello, Yiqing Yin                                                                               |
| 2012 | Julien David, Pièce d'Anarchive                                                                              |
| 2013 | AMI, Christine Phung                                                                                         |
| 2014 | Iris Van Herpen, Coperni                                                                                     |
| 2015 | Stéphane Ashpool, Léa Peckre, Charlotte Chesnais                                                             |
| 2016 | Wanda Nylon, Atlein, Tomasini Paris                                                                          |
| 2017 | Y/Project, AVOC, Ana Khouri, Euveka                                                                          |
| 2018 | Atlein, Ludovic de Saint Sernin, D’Heygère, Colorifix                                                        |